# 维拉特 (上加龙省)
维拉特（法語：Villate，法語發音：[vilat]）是法国上加龙省的一个市镇，属于米雷区。

## 地理
维拉特（43°28'12"N, 1°22'46"E）面积1.82 平方千米，位于法国奧克西塔尼大區上加龙省，该省份为法国西南部内陆省份，西南端与西班牙接壤，自此顺时针与上比利牛斯省、热尔省、塔恩-加龙省、塔恩省、奥德省和阿列日省接壤。
与维拉特接壤的市镇（或旧市镇、城区）包括：潘-瑞斯塔雷、欧讷、莱兹河畔拉巴特、米雷、索邦斯。

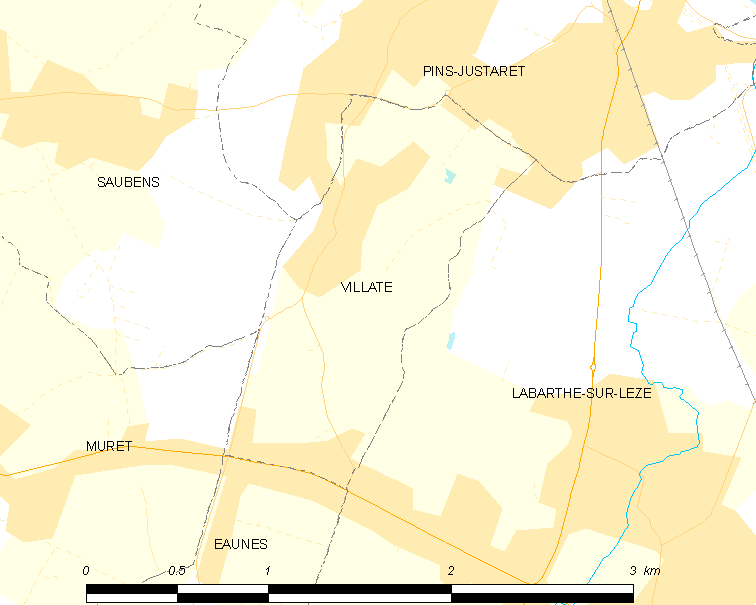
的OSM定位图

维拉特的时区为UTC+01:00、UTC+02:00（夏令时）。

## 行政
维拉特的邮政编码为31860，INSEE市镇编码为31580。

## 政治
维拉特所属的省级选区为加龙河畔波尔泰县。

## 人口

1962-2008年间人口变化图示

维拉特于2022年1月1日时的人口数量为1187人。